# Stade Marie-Marvingt
Le stade Marie-Marvingt (anciennement MMArena) est une enceinte sportive située au Mans (Sarthe). Bâti au sud de la ville dans le quartier du Pôle d'Excellence Sportive, c'est l'un des principaux équipements sportifs du Mans. Cette enceinte est utilisée par le club du Mans FC, évoluant actuellement en ligue 2. Depuis la saison 2016-2017 de CFA 2, il a été décidé par le nouveau président du club, Thierry Gomez, que les matchs à domicile seraient à nouveau joués dans ce stade.
Le stade a été réalisé dans le cadre d'une concession attribuée à Le Mans Stadium, filiale de Vinci Concessions, pour une durée de 35 ans. Il s'agit aussi du premier contrat de naming en France, qui voit la compagnie d'assurance Sarthoise MMA verser environ un million d'euros par an pendant dix ans. Ce partenariat historique avec MMA n'est pas renouvelé à la fin de la saison 2021-2022.
Avec ses 25 064 places assises, cette enceinte sportive est le 18e stade de France en termes de capacité. Il s'agit du deuxième plus grand stade de la région après celui de La Beaujoire à Nantes et le troisième du grand ouest après le Roazhon Park à Rennes.

## Histoire
Depuis 2005 et la montée du MUC 72 en Ligue 1, alors que le club semblait s’inscrire durablement dans l'élite du football français, le stade Léon-Bollée a été présenté comme un frein à la croissance du club sarthois. La construction d'une nouvelle enceinte paraissait devenir une nécessité.
Le nouveau stade dont la capacité d'accueil est fixée à 25 000 places, contre environ 18 000 (dont seulement 12 500 assises) pour son prédécesseur est destiné principalement à la pratique du football, mais il peut être étendu à environ 40 000 places pour des rencontres de rugby et pour des concerts ou d'autres représentations artistiques.
La zone choisie, le quartier Antarès, abritait déjà une salle omnisports, la salle Antarès, un vélodrome, un hippodrome, ainsi que les circuits des 24 Heures du Mans et Bugatti. Ce pôle sportif de l'agglomération mancelle est reliée au centre-ville par le tramway. Le projet du stade a été imaginé par les architectes Cardet & Huet, Bruno Huet et le bureau d'études MaP3. Pour les études et la construction du stade, les architectes ont collaboré avec CMB pour l'économie de la construction, dUCKS scéno pour la scénographie, Peutz et Associés pour les études acoustiques et le paysagiste Guillaume Sevin.
Le contrat de concession du MMArena s'élève à un montant total de 102 millions d'euros. Ce financement comprend un apport en fonds propres de 11 millions de l'actionnaire de la société concessionnaire et une dette de 39 millions remboursée par la ville du Mans avec une « contribution annuelle forfaitaire » de 1,322 million d'euros. Il est complété par une subvention des collectivités locales de 49 millions d'euros répartie entre la Ville du Mans (31,48 millions), la Région (8,76 millions) et le Conseil général de la Sarthe (8,76 millions). Les trois millions restants sont apportés par les Mutuelles du Mans Assurances (MMA) au titre d'un contrat de naming alors inédit en France. Ainsi le stade porte le nom de MMArena. Les risques financiers sont donc, comme il est habituel dans un PPP, à la charge de la partie publique.
Les travaux, réalisés sous la direction de l'opérateur ADIM Ouest, filiale de Vinci Construction France, sont assurés intégralement par des entreprises du groupe Vinci : Heulin, Dodin Campenon Bernard, GTM Bretagne. L'inauguration du stade a eu lieu le 29 janvier 2011 lors de la rencontre de Ligue 2 opposant Le Mans FC à l'AC Ajaccio (3-0).
Le 24 mai 2013, le stade accueillait l'ultime match du Mans Football Club en tant que club résident. À la suite de sa relégation sportive à la fin de la saison 2012-2013, le club subit une liquidation judiciaire perdant ainsi son statut professionnel.
Le 15 août 2014, à l'occasion de la rencontre entre le Stade Malherbe Caen et Lille, le stade accueillait son premier match de Ligue 1, à la suite de l'occupation du stade Michel-d'Ornano, qui accueille alors les compétitions de saut d’obstacles des jeux équestres mondiaux.
Le 21 juin 2017, l'US Quevilly-Rouen Métropole (QRM), club promu en Ligue 2, joue ses premiers matchs « à domicile » au MMArena en raison des travaux effectués au Stade Robert-Diochon, qui accueillait jusque-là les matchs de QRM.
Le 27 juillet 2022, le stade prend le nom de Marie Marvingt, pionnière du sport féminin. Il devient la première enceinte sportive française de plus de 20 000 places à porter un nom féminin. Le premier match officiel joué dans le stade nouvellement nommé voit une large victoire du Mans FC face au CS Sedan Ardennes le 22 août 2022 (6-1). 

## Description
L'enceinte contient 25 064 places assises dont près de 2 000 places « privilège » et 250 places réparties dans 32 loges privatives. Il comprend deux écrans géants de 45 m2 chacun. Le stade dispose également de 3 000 m2 d'espaces réceptifs, de 15 buvettes à l'intérieur du stade et quatre points de restauration à l'extérieur.
La couverture de 11 000 m2 comprend une partie opaque et une partie translucide en polycarbonate qui augmente progressivement pour devenir complète dans la zone sud. Les grandes fermes de 27 m de la charpente reprennent des pannes de 14 m de portée. Des tirants viennent s'ancrer au sol à l'extérieur des gradins pour reprendre le moment d'encastrement.

## Affluences
La meilleure affluence de l'histoire de la Le Mans Arena a lieu pour un match de coupe de la Ligue  entre Le Mans FC et le Paris Saint-Germain le 18 décembre 2019 (24 425 spectateurs), pour laquelle plus de 70 000 demandes ont été enregistrées.
| Rang | Spectateurs | Sports     | Compétition (Tour)             | Rencontre                                  | Score | Date             |
| ---- | ----------- | ---------- | ------------------------------ | ------------------------------------------ | ----- | ---------------- |
| 1    | 24 425      | Football   | Coupe de la Ligue 8e de finale | Le Mans FC - Paris Saint-Germain           | 1-4   | 18 décembre 2019 |
| 2    | 24 375      | Football   | Ligue 2 21e journée            | Le Mans FC - AC Ajaccio                    | 3-0   | 29 janvier 2011  |
| 3    | 24 254      | Football   | Coupe de France 8e de finale   | Le Mans FC - Paris Saint-Germain           | 0-2   | 4 février 2025   |
| 4    | 24 085      | Rugby à XV | Top 14 21e journée             | Stade français - SU Agen                   | 53-27 | 24 mars 2012     |
| 5    | 23 900      | Football   | Coupe de France 16e de finale  | Sablé FC - Paris Saint Germain             | 0-4   | 20 janvier 2012  |
| 6    | 23 572      | Football   | Ligue 2 38e journée            | Le Mans FC - FC Nantes                     | 3-2   | 27 mai 2011      |
| 7    | 23 500      | Football   | Match amical                   | France - Estonie                           | 4-0   | 5 juin 2012      |
| 8    | 23 154      | Football   | National 32e journée           | Le Mans FC - FC Versailles                 | 2-0   | 16 mai 2025      |
| 9    | 22 304      | Football   | Barrages Ligue 2 Match aller   | Le Mans FC - GFC Ajaccio                   | 1-2   | 28 mai 2019      |
| 10   | 21 983      | Football   | Coupe de France 32e de finale  | Le Mans FC - Lille OSC                     | 2-4   | 6 janvier 2018   |
| 11   | 21 373      | Football   | Ligue 2 38e journée            | Le Mans FC - RC Lens                       | 2-1   | 24 mai 2013      |
| 12   | 20 012      | Football   | Coupe de France 32e de finale  | La Suze-sur-Sarthe FC - Olympique lyonnais | 1-6   | 5 janvier 2014   |

## Utilisations du stade

### Football

#### Matchs de Ligue 1
Du fait de l'indisponibilité du stade Michel-d'Ornano, réservé aux Jeux équestres mondiaux de 2014, les Caennais jouent leurs deux premiers matchs de championnat à domicile au MMArena du Mans, à environ 160 km de Caen, du fait aussi que le stade est inoccupé. Il s'agit de la 2e et de la 4e journée de championnat de France 2014-2015.

#### Matchs de Ligue 2
Le club du Mans FC aura disputé 48 matchs de championnat de Ligue 2, entre janvier 2011 et mai 2013, soit un peu plus de deux saisons avant sa liquidation judiciaire.
En 2017, en raison de travaux dans son stade Robert-Diochon, l’US Quevilly-Rouen a joué ses premiers matchs de championnat à domicile au MMArena du Mans.
L'enceinte mancelle a accueilli les matchs à domicile de Ligue 2 du Mans FC lors de la saison 2019/2020. Elle accueillera les matchs de ligue 2 du Mans FC pour la saison 2025/2026

#### Matchs de National
L'enceinte mancelle accueille tous les matchs à domicile du Mans FC, durant les saisons de 2018 - 2025

#### Matchs de CFA2
Le MMArena a accueilli tous les matchs à domicile du Mans FC durant toute la saison 2016/2017.

#### Matchs internationaux A

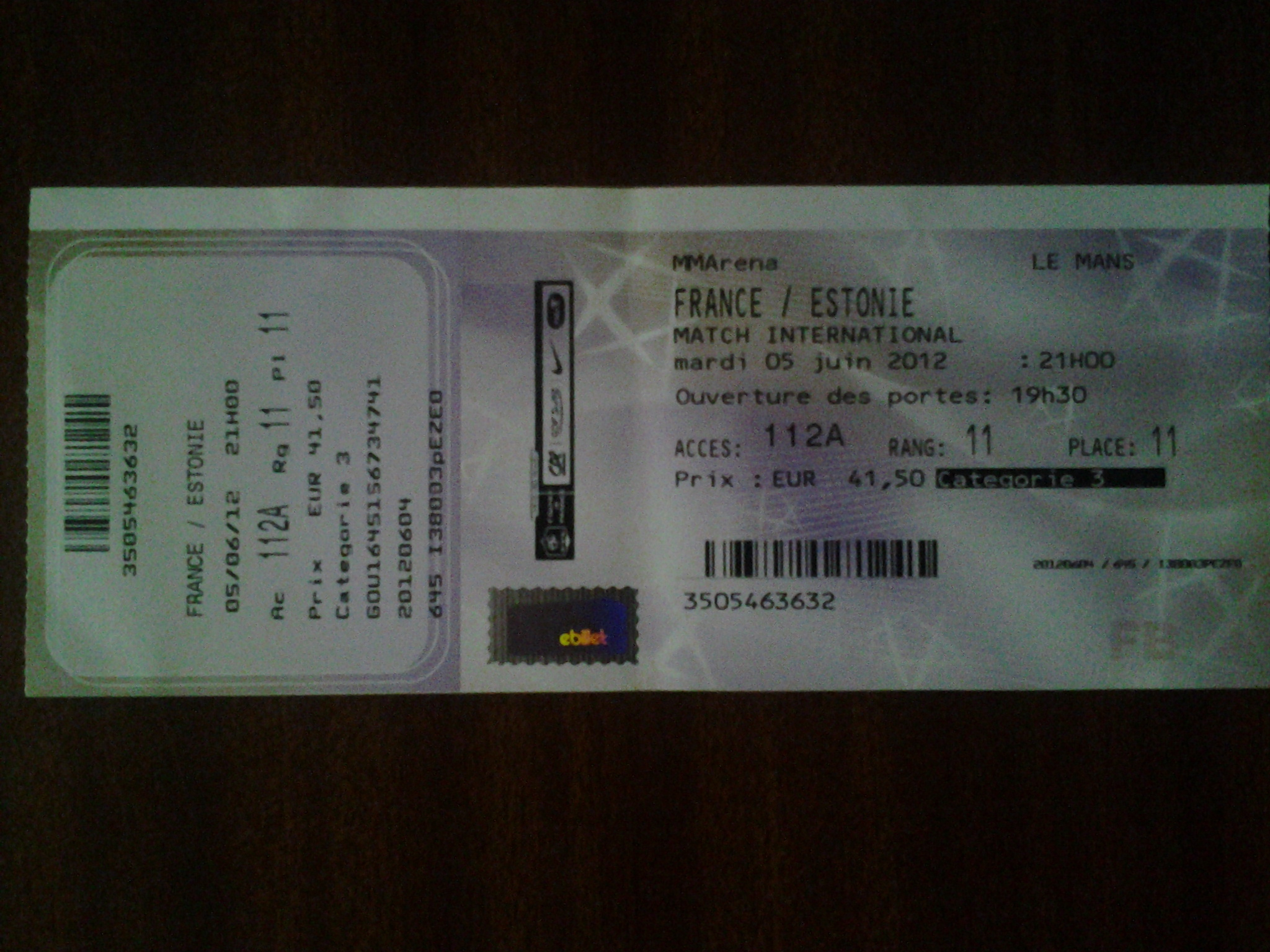
Billet du match France-Estonie du 5 juin 2012 au MMArena.

Le 5 juin 2012, le stade accueille un match amical contre l'Estonie dans le cadre de la préparation de l'équipe de France à l'Euro 2012. Les Bleus s'imposent 4-0, grâce à des buts de Franck Ribéry, de Jérémy Ménez et un doublé de Karim Benzema.
| Date        | Compétition  | Équipe 1 | Équipe 2 | Score | Affluence |
| ----------- | ------------ | -------- | -------- | ----- | --------- |
| 5 juin 2012 | Match amical | France   | Estonie  | 4 - 0 | 23 500    |

#### Matchs internationaux féminins
Le 28 novembre 2013, l'équipe de France féminine affronte la Bulgarie au MMArena dans le cadre des éliminatoires de la coupe du monde 2015. Les Bleues s'imposent largement, sur le score de 14-0 avec un quadruplé d'Eugénie Le Sommer (3e, 24e,45e et 89e minutes) et de Gaëtane Thiney (4e, 11e, 40e et 82e), un doublé de Wendie Renard (21e, 36e), un but de Louisa Necib (6e), un but de Élise Bussaglia (1re), un but de Camille Abily (48e), un but de Laura Georges (57e) 
Quelques mois plus tard, le 9 avril 2014, la sélection française affronte l'équipe d'Autriche, toujours dans ce stade et de nouveau dans le cadre des éliminatoires de cette coupe du monde. Les Bleues l'emportent sur le score de 3-1  avec des réalisations de Élise Bussaglia, Marie-Laure Delie, Élodie Thomis pour la France et de Sarah Puntigam pour l'Autriche.
Le 22 septembre 2015, l'équipe de France féminine joue contre l'équipe de Roumanie, match qui compte pour les éliminatoires du Championnat d'Europe 2017. Les Bleues s'imposent avec un doublé d'Eugénie Le Sommer et un but de Marie-Laure Delie.
Le 26 novembre 2016, l'équipe de France féminine affronte l'équipe d'Espagne dans un match de préparation pour le Championnat d'Europe 2017 avec la réalisation d'Eugénie Le Sommer pour le seul but du match.
Malgré les nombreux matchs de l'équipe de France féminine de football, le stade est inéligible pour la coupe du monde féminine 2019 en raison de son positionnement à l'intérieur du circuit des 24 heures du Mans.
Le 11 avril 2023, l'équipe de France féminine affronte l'équipe du Canada dans un match de préparation pour la Coupe du monde 2023, le score final est de (2-1).
Le 25 février 2025, l'équipe de France féminine affronte l'équipe d'Islande dans le cadre de la Ligue des nations 2025, le score final est de (3-2).

#### Matchs internationaux espoirs
Le 5 mars 2014, l'équipe de France espoir affronte la Biélorussie au MMArena dans le cadre des éliminatoires du Championnat d'Europe de football espoirs 2015. Les Bleuets s'imposent par un score de un à zéro. Puis le 10 octobre 2014, ils retrouvent la Le Mans Arena dans le cadre des barrages contre la Suède. Ils s'imposent deux buts à zéro.
Le 3 juin 2019, l'équipe de France espoir affronte la Belgique au MMArena lors d'un match amical. Les Bleuets s'imposent par un score de trois à zéro avec un doublé de Jeff-Reine Adélaide et un but de Houssem Aouar.
Le 10 septembre 2024, l'équipe de France espoir affrontera la Bosnie-Herzégovine au Stade Marie-Marvingt dans le cadre des Éliminatoires du Championnat d'Europe de football espoirs 2025. Ils s'imposent deux buts à zéro.

### Rugby à XV

#### Équipes de France de rugby
Sélection féminine
Le 23 mars 2024, l'équipe de France féminine accueillera l'Irlande dans le cadre du Tournoi des Six Nations féminin 2024.
| Date         | Compétition                          | Équipe 1 | Équipe 2 | Score | Affluence |
| ------------ | ------------------------------------ | -------- | -------- | ----- | --------- |
| 23 mars 2024 | Tournoi des Six Nations féminin 2024 | France   | Irlande  | 38-17 | 15 559    |

### Football américain
Le 7 décembre 2013, l'enceinte sportive a accueilli une rencontre internationale de football américain entre l'équipe de France et la Team USA Eagles.

## Événements
- Le 8 juillet 2011, le MMArena a accueilli le départ de la septième étape du Tour de France 2011, reliant Le Mans à Châteauroux (218 km) et remportée par Mark Cavendish.
- Lors de  la semaine des 24 heures du Mans, il est loué pour le centre accréditif de l'ACO, pour l'accueil et l'hébergement.

### Inauguration
Le stade est inauguré le samedi 29 janvier 2011 lors de la réception de l'AC Ajaccio comptant pour la 21e journée de Ligue 2, en présence du Premier ministre François Fillon et de 24 375 spectateurs. Le match, joué à guichets fermés, est précédé de festivités. Notons que le premier buteur de l'histoire du stade est Ludovic Baal, latéral gauche issu du centre de formation. Le Mans FC remporte le match par 3 buts à 0. L'inauguration se termine par un feu d'artifice.

## Galerie

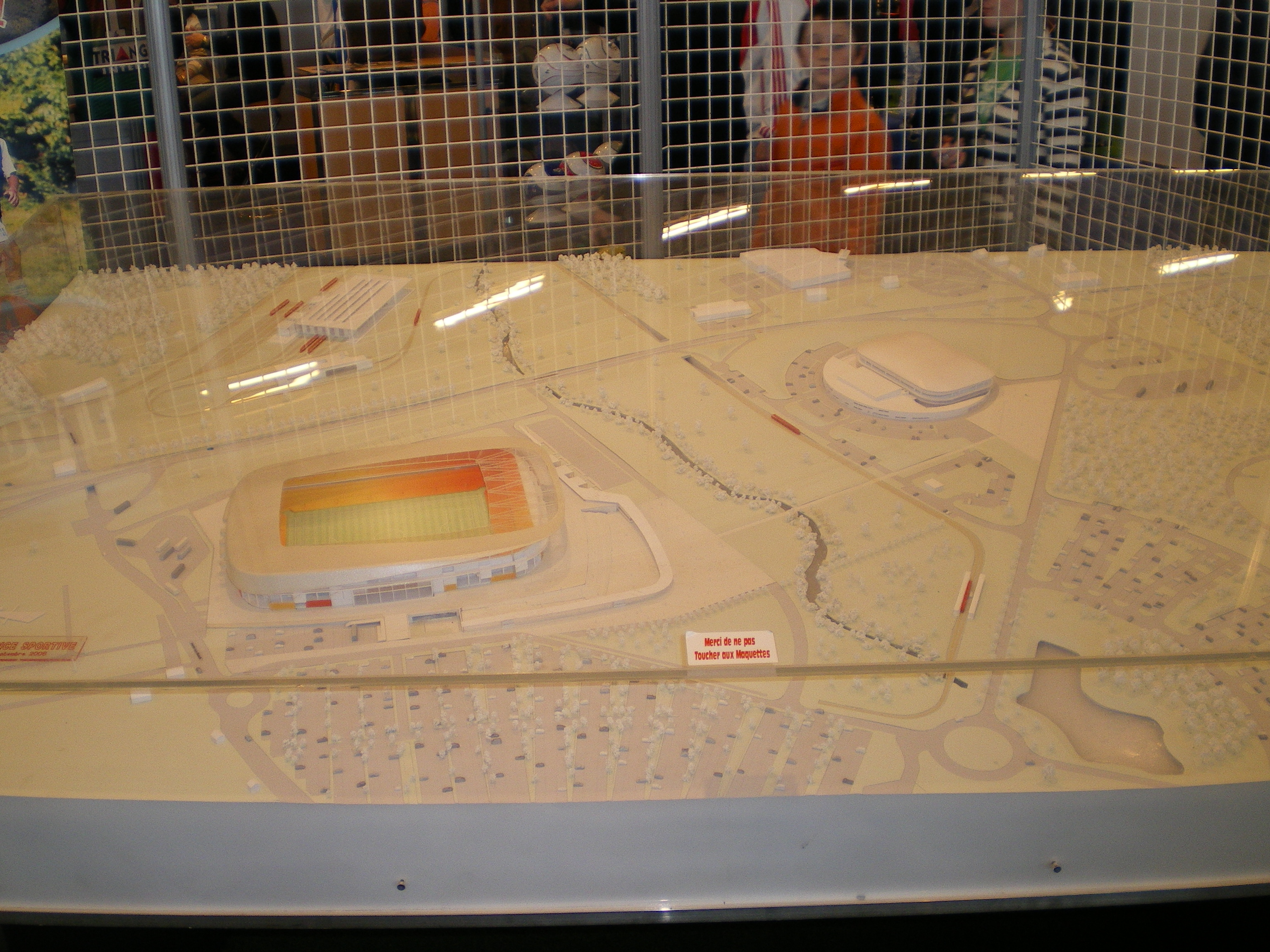
Maquette
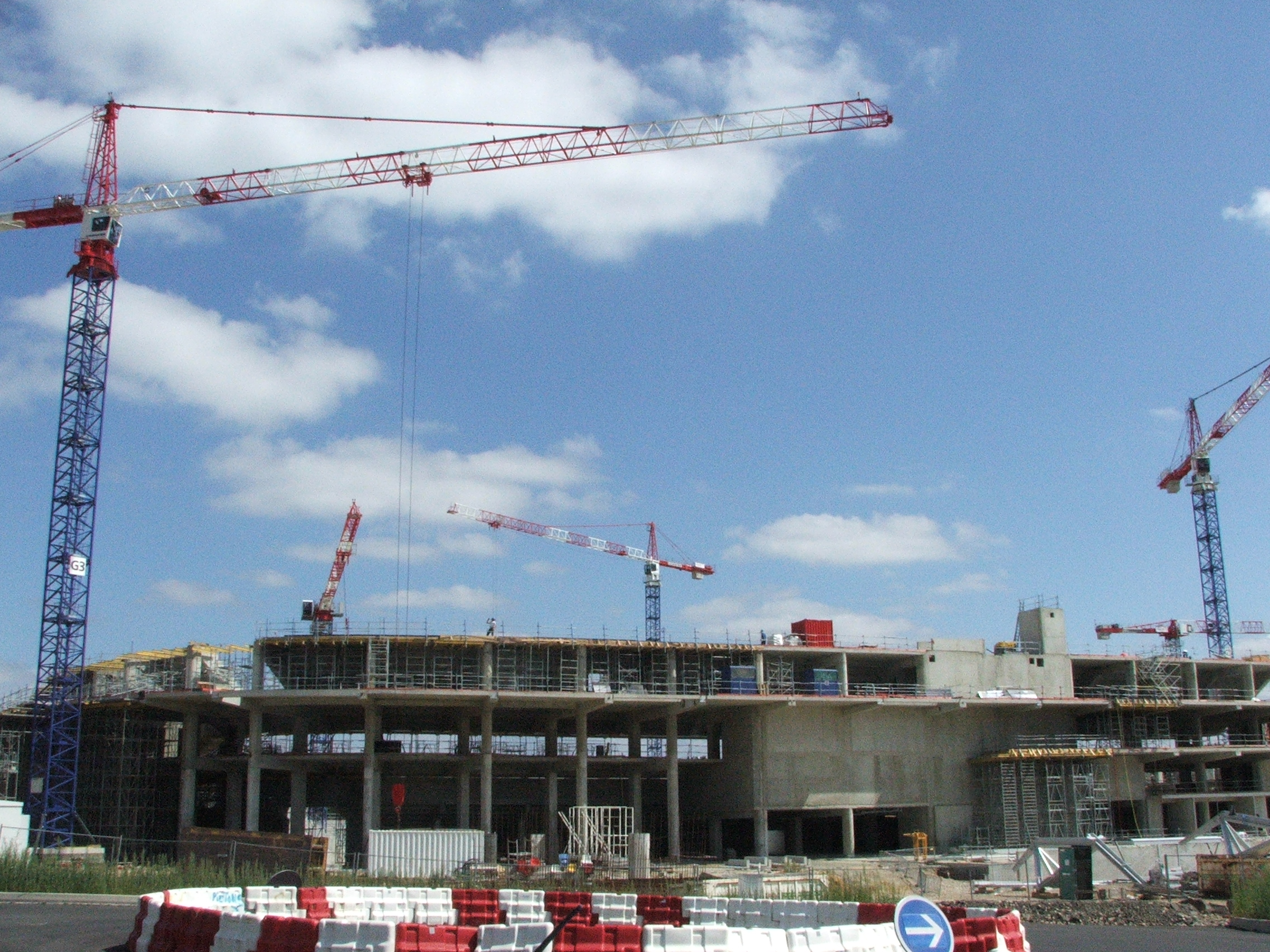
Chantier en juin 2009
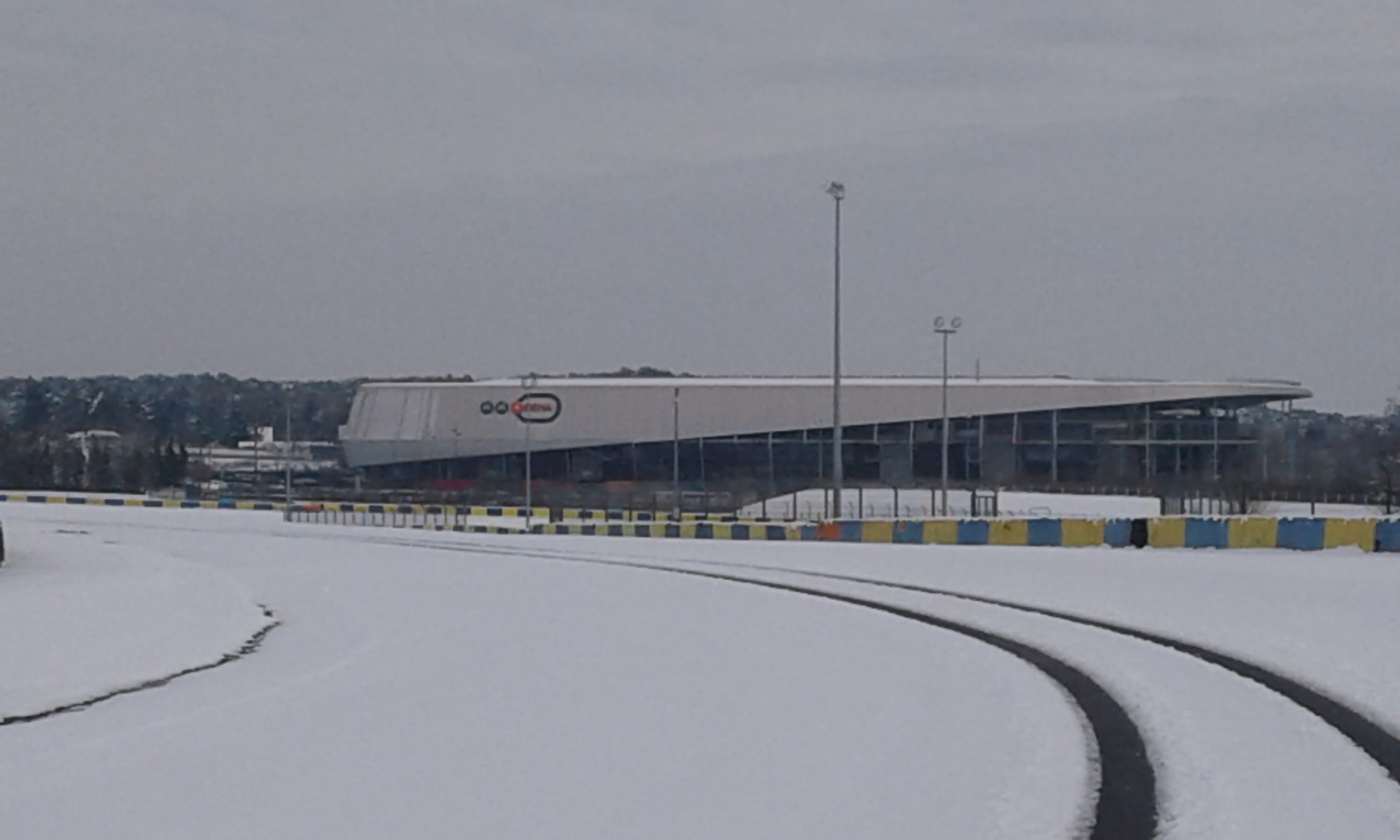
Vue du circuit sous la neige en février 2018
Vue aérienne